# Duisitzkarsee
Der Duisitzkarsee ist ein Karsee in den Schladminger Tauern im österreichischen Bundesland Steiermark. Aufgrund seiner idyllischen Lage gilt das beliebte Fotomotiv als einer der schönsten Seen der Steiermark.

## Lage und Umgebung

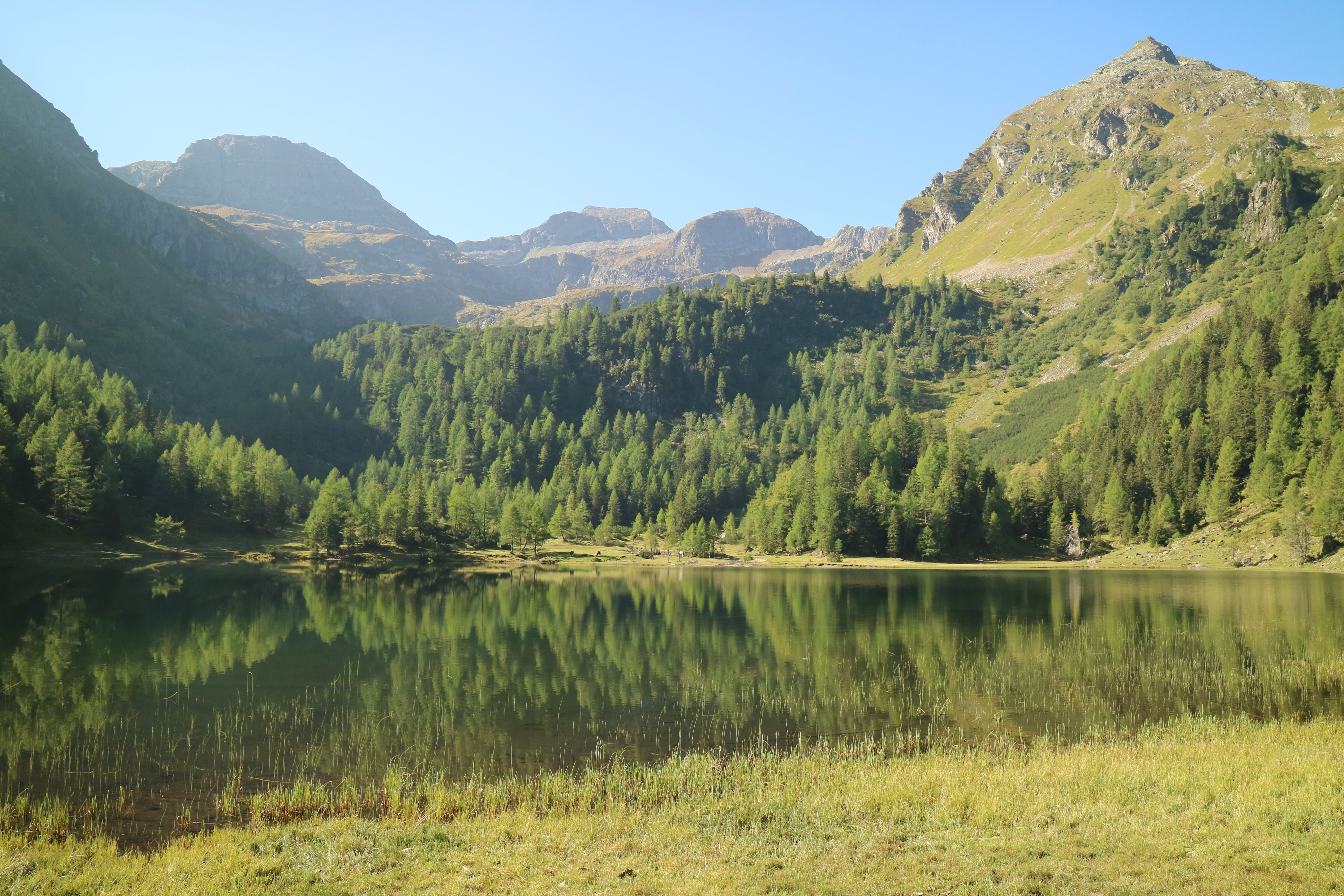
Der See mit Krukeck, Sauberg, Rotmandlspitze und Murspitzen

Der See liegt auf 1648 m ü. A. im Duisitzkar westseitig über dem Obertal. Er ruht eingebettet in montanem Lärchenmischwald zwischen Ferchtlhöhe (1913 m) im Norden, Murspitzen (2333 m) im Westen und Duisitzer Hahnkamp (2296 m) im Süden. Die etwa 5,4 ha große Wasserfläche wird vom gleichnamigen Zufluss aus den südwestlich gelegenen Buckelkarseen (2073 m) gespeist, der in einem kleinen Delta einmündet. An der Karschwelle ragt ein auffälliger Paragneissporn rund 60 Meter über dem See auf.
Am Nordostufer liegen in unmittelbarer Nähe zum See die Fahrlechhütte und die Duisitzkarseehütte, zwei in der Regel von Anfang Juni bis Mitte Oktober als Gastwirtschaft (mit Übernachtungsmöglichkeit) geführte Almhütten.

## Geschichte

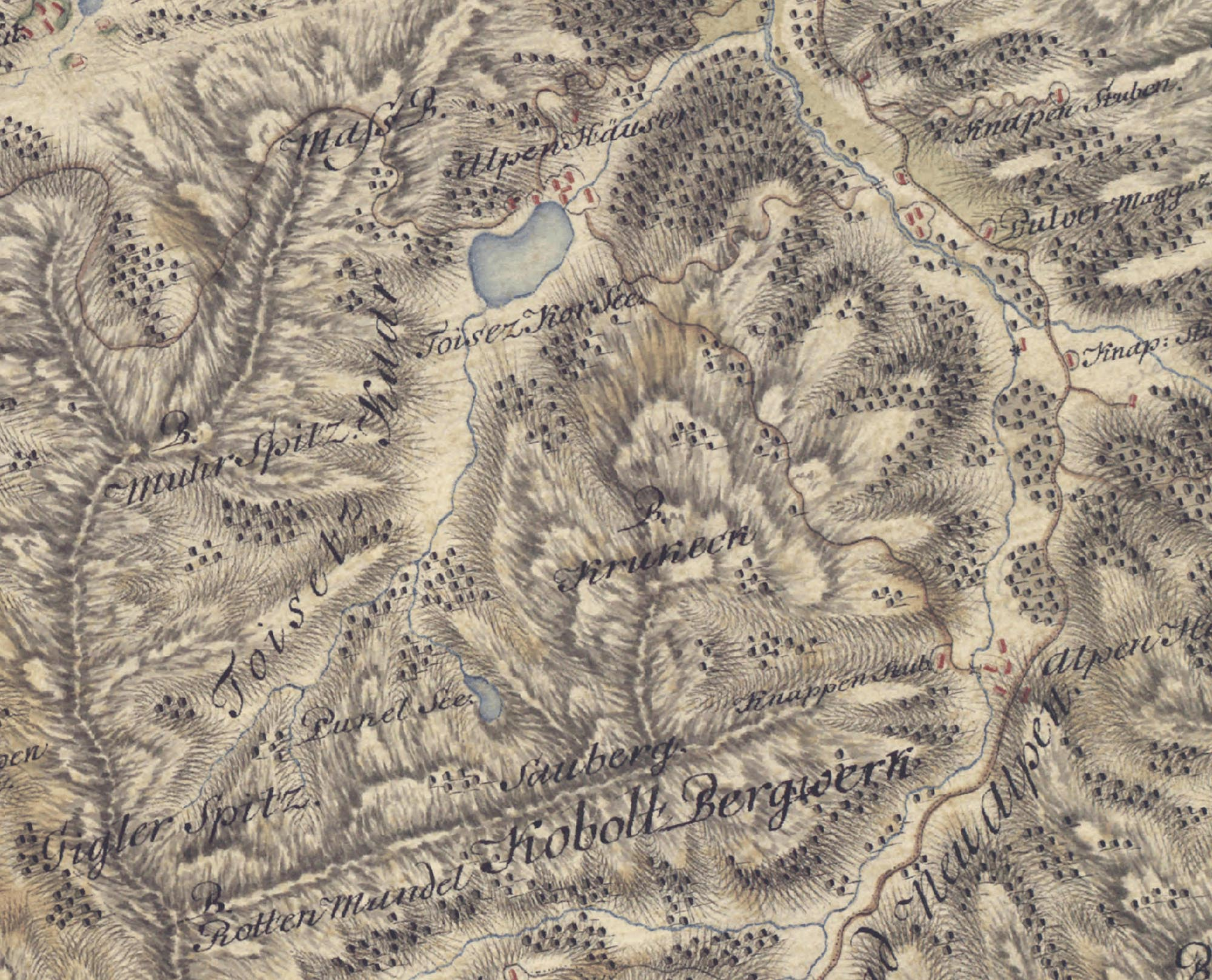
Duisitzkar und Obertal in der Josephinischen Landesaufnahme (1784/85)

Die genaue Bedeutung des Namens Duisitz ist nicht geklärt. Eine Möglichkeit sieht eine Beziehung zum  urslaw. Wort *tuchч mit der Bedeutung 
'Bach, der faules, stinkendes Wasser führt'. Historische Schriftstücke lassen die etymologische Entwicklung nachvollziehen. Im „Waldtomus“ von 1760, einer maria-theresianischen Bestandsaufnahme der Waldvorräte, findet sich die Bezeichnung Toysetz Albm. In der Josephinischen Landesaufnahme ist der See als Toisez Kor See, im Franziszeischen Kataster (1824) als Toisitzkohr See verzeichnet. Diese Bezeichnung hielt sich bis etwa 1960 und wurde vermutlich im Zuge der ersten Wanderkarten durch den heutigen Namen abgelöst.
Die Almhütten am Duisitzkarsee dienten bereits zwischen 1300 und 1500 während der Blütezeit des Bergbaus (etwa an der Zinkwand) als Unterkünfte für die Bergknappen. Teile der Alm befinden sich seit dem 17. Jahrhundert im Besitz der Rohrmooser Familien Reiter (vlg. Fahrlechner) und Stocker (vlg. Abel), welche auch heute die Grundbesitzer der Alm sind. Die Duisitzkarseehütte wird seit 1949 als Gastwirtschaft geführt.

## Aufstieg
Der See ist seit 1997 durch eine für den motorisierten Individualverkehr gesperrte Forststraße erschlossen, die von der Eschachalm (1213 m) heraufführt. Drei Wanderwege führen aus unterschiedlichen Himmelsrichtungen zum Duisitzkarsee. Am einfachsten erreicht man das Ufer in 1–1½ Stunden von der Eschachalm aus. Für den Aufstieg über die Neualm (1618 m) mit demselben Ausgangspunkt ist mit 2½ Stunden zu rechnen. Die nächstgelegenen AV-Hütten sind die Keinprechthütte (1½ Stunden) und die Ignaz-Mattis-Hütte an den Giglachseen, die man über den Murspitzsattel (2013 m) in 1½–2 Stunden erreicht.